# Carlos Carmona
Carlos Carmona, född den 21 februari 1987 i Coquimbo, är en chilensk professionell fotbollsspelare som spelar i den chilenska ligan Primera División för det kända laget Club Social y Deportivo Colo Colo

## Karriär

### Klubbkarriär
2008 anställdes Carmona av O'Higgins efter en tid i Coquimbo Unido. Senare samma år rapporterades det att Carmona hade kontrakterats av Reggina.

### Landslagskarriär
Efter tiden i Coquimbo Unido togs Carmona ut till Chiles U20-trupp (som senare skulle ställa upp i U20 VM).
Carmona har i dag avslutat sin U20-karriär och spelar numera i Chiles seniortrupp.